# Пут у рај (филм из 1985)
„Пут у рај” је југословенски ТВ филм из 1985. године.

## Улоге
| Глумац             | Улога  |
| ------------------ | ------ |
| Мирјана Бабић      |        |
| Мате Баришић       |        |
| Славица Беневрекић |        |
| Ђорђе Босанац      |        |
| Горан Бошњак       |        |
| Велимир Цокљат     |        |
| Дубравка Црнојевић |        |
| Љиљана Демоња      |        |
| Вања Драх          |        |
| Здравко Фрајт      |        |
| Вељко Гајић        |        |
| Горан Гргић        |        |
| Аугустин Халас     |        |
| Вера Исајловић     |        |
| Саша Кадојић       |        |
| Мира Катић         |        |
| Љиљана Кричка      |        |
| Дамир Лончар       |        |
| Снежана Лубина     |        |
| Фрањо Мајетић      |        |
| Дарко Милаш        |        |
| Оливер Млакар      | (глас) |
| Радослава Мркшић   |        |

Остале улоге  ▼
| Глумац            | Улога |
| ----------------- | ----- |
| Исидор Муњин      |       |
| Милан Николић     |       |
| Миленко Огњеновић |       |
| Давор Панић       |       |
| Здравко Павловић  |       |
| Миле Пешут        |       |
| Марија Раљевац    |       |
| Власта Рамљак     |       |
| Ивица Ребић       |       |
| Марија Шимац      |       |
| Анита Шмит        |       |
| Дејан Стојановић  |       |
| Хрватин Шуштић    |       |
| Љубица Терзић     |       |
| Иван Томљеновић   |       |
| Младен Заја       |       |
| Звонимир Зоричић  |       |
| Зденка Зубчевић   |       |